# 더 뮤지컬 어워즈
더 뮤지컬 어워즈(The Musical Awards)는 한국뮤지컬협회와 중앙미디어네트워크가 공동 주최하는 대한민국의 뮤지컬 시상식으로 2007년 1회부터 2015년 9회까지 열렸다. 이 시상식은 2013년 제7회를 마지막으로 시상식을 열지 않았다. 2014년과 2015년의 경우 별도의 시상식 없이 수상자 발표만 하는 식으로 진행되었으나, 결국 예산 부족의 이유로 영구 폐지되었다.
이후 공동 주최를 했던 한국뮤지컬협회가 언론사나 기업체의 후원 의존도를 최대한 줄이고 독자적으로 뮤지컬 시상식을 만들겠다고 나섰다. 그렇게 다시 2017년 부터 한국뮤지컬협회의 단독 주최 하에 한국뮤지컬어워즈라는 바뀐 이름으로 시상식이 진행되었다. 시상식의 후원은 문화체육관광부와 한국문화예술위원회가 하게 되었다.

## 역대 최우수작품상 수상작
| 회차  | 연도   | 최우수작품상    | 최우수작품상      |
| 회차  | 연도   | 창작            | 라이센스          |
| ----- | ------ | --------------- | ----------------- |
| 제1회 | 2007년 | 화성에서 꿈꾸다 | 올 슉 업          |
| 제2회 | 2008년 | 싱글즈          | 스위니 토드       |
| 제3회 | 2009년 | 미녀는 괴로워   | 드림걸즈          |
| 제4회 | 2010년 | 영웅            | 스프링어웨이크닝  |
| 제5회 | 2011년 | 서편제          | 빌리 엘리어트     |
| 회차  | 연도   |                 |                   |
| 회차  | 연도   | 올해의 뮤지컬   | 올해의 창작뮤지컬 |
| 제6회 | 2012년 | 엘리자벳        | 셜록홈즈          |
| 제7회 | 2013년 | 레미제라블      | 그날들            |
| 제8회 | 2014년 | 위키드          | 프랑켄슈타인      |
| 제9회 | 2015년 | 킹키부츠        | 파리넬리          |

## 역대 각 부문별 수상자

### 2007년 제1회
| - 최우수 작품상 : 화성에서 꿈꾸다 - 최우수 외국뮤지컬상 : 올 슉 업 - 최우수 재공연상 : 지킬 앤 하이드 - 앙상블상 : 맘마미아 - 남우주연상 : 민영기 (화성에서 꿈꾸다) - 여우주연상 : 김선영 (에비타) - 남우조연상 : 전병욱 (김종욱찾기) - 여우조연상 : 구원영 (천사의 발톱) - 남우신인상 : 김우형 (지킬 앤 하이드) - 여우신인상 : 이정미 (맘마미아) - 연출상 : 조광화 (천사의 발톱) - 작곡상 : 원미솔 (천사의 발톱) - 작사/극본상 : 장유정 (김종욱찾기) - 안무상 : 안애순 (바람의 나라) - 무대미술상 : 손호성 (천사의 발톱) - 조명음향상 : 구윤영 (바람의 나라) - 음악감독상 : 변희석 (올 슉 업) - 심사위원 특별상 : 이지혜 - 남우인기상 : 오만석 - 여우인기상 : 오나라 - 공로상 : 임영웅 |

### 2008년 제2회
| - 최우수 창작뮤지컬상 : 싱글즈 - 최우수 외국뮤지컬상 : 스위니 토드 - 최우수 재공연상 : 맨 오브 라만차 - 베스트 소극장 뮤지컬 : 형제는 용감했다, 이블데드 - 앙상블상 : 뷰티풀 게임 - 남우주연상 : 조승우 (맨 오브 라만차) - 여우주연상 : 옥주현 (시카고) - 남우조연상 : 김성기 (벽을 뚫는 남자) - 여우조연상 : 정선아 (나인) - 남우신인상 : 윤형렬 (노트르담 드 파리) - 여우신인상 : 왕 브리타 (헤어 스프레이) - 연출상 : 데이비드 스완 (맨 오브 라만차) - 작곡상 : 허수현 (라디오스타) - 작사/극본상 : 성재준('싱글즈'작사/극본) / 정영('라디오스타'작사) - 안무상 : 이란영 (뷰티풀 게임) - 무대미술상 : 정승호 (스위니 골드) - 조명음향상 : 이우형 (맨 오브 라만차) - 음악감독상 : 김문정 (맨 오브 라만차) - 남우인기상 : 윤형렬 - 여우인기상 : 최성희 - 공로상 : 故 최창권 |

### 2009년 제3회
| - 최우수 창작뮤지컬상 : 미녀는 괴로워 - 최우수 외국뮤지컬상 : 드림걸즈 - 최우수 재공연상 : 대장금 - 소극장 창작뮤지컬상 : 마이 스케어리 걸, 사춘기 - 남우주연상 : 김진태 (지붕위의 바이올린) - 여우주연상 : 최성희 (미녀는 괴로워) - 남우조연상 : 최민철 (드림걸즈) - 여우조연상 : 정선아 (드림걸즈) - 남우신인상 : 강태을 (대장금/ 돈 주앙) - 여우신인상 : 임혜영 (마이 페어 레이디 /지킬 앤 하이드) - 연출상 : 김동혁 (미녀는 괴로워) - 작사작곡상 : 장유정(작사), 장소영(작곡)이상 형제는 용감했다 - 극본상 : 장유정 (형제는 용감했다) - 안무상 : 이란영 (컴퍼니) - 무대미술상 : 채송화 (미녀는 괴로워) - 조명음향상 : 김기영 (내 마음의 풍금) - 음악감독상 : 김문정 (내 마음의 풍금) - 남우 인기상 : 승리 - 여우 인기상 : 옥주현 |

### 2010년 제4회
| - 최우수 창작뮤지컬상 : 영웅 - 최우수 외국뮤지컬상 : 스프링어웨이크닝 - 베스트 리바이벌상 : 오페라의 유령 - 스극장 창작뮤지컬상 : 스페셜레터, 연탄길 - 남우주연상 : 정성화 (영웅) - 여우주연상 : 김보경 (미스사이공) - 남우조연상 : 조정석 (스프링어웨이크닝) - 여우조연상 : 신영숙 (모차르트) - 남우신인상 : 김준수 (모차르트) - 여우신인상 : 김주원 (컨택트) - 연출상 : 윤호진 (영웅) - 작사작곡상 : 추민주(작사). 민찬홍(작곡) 이상 빨래 - 극본상 : 추민주 (빨래) - 안무상 : 강옥순 (금발이 너무해) - 무대미술상 : 박동우 (영웅) - 조명음향상 : 구윤영 (영웅) - 음악상 : 피터 케이시(편곡자/영웅) - 남우 인기상 : 김준수 - 여우 인기상 : 정선아 |

### 2011년 제5회
2011년 6월 7일 오후 8시 서울 종로구 세종로 세종문화회관에서 개최하여 QTV, etn연예채널, Y-STAR를 통하여 중계방송을 하였다.
| - 최우수 창작뮤지컬상 : 서편제 - 최우수 외국뮤지컬상 : 빌리 엘리어트 - 베스트 리바이벌상 : 아이다 - 소극장 창작뮤지컬상 : 왕세자 실종사건 - 남우주연상 : 조승우 (지킬앤하이드) - 여우주연상 : 차지연 (서편제) - 남우조연상 : 임기홍 (톡식 히어로) - 여우조연상 : 정영주 (빌리 엘리어트) - 남우신인상 : 김세용, 박준형, 이지명, 임선우, 정진호(빌리 엘리어트) - 여우신인상 : 이자람 (서편제) - 연출상 : 이지나 (서편제) - 작곡작사상: 장소영(작곡), 배심삭(작사) 피맛골 연가 - 극본상 : 등록된 후보작이 없습니다 - 음향상 : 김기영(천국의 눈물), 권도경(피맛골 연가) - 음악감독상: 김문정 (광화문 연가) - 안무상: 피터 달링, 정헌재(이상 빌리 엘리어트) - 무대상 : 정승호 (남한산성) - 의상상 : 이유선 (남한산성) - 조명상 : 민경수 (피맛골 연가) - 남우인기스타상 : 김준수 - 여우인기스타상 : 윤공주 - 공로상 : 김민기 |

### 2012년 제6회
2012년 6월 4일 오후 6시 20분 서울 중구 장충동2가 국립극장 해오름극장에서 개최하여 JTBC, QTV를 통하여 중계방송하였다.
| - 올해의 뮤지컬 : 엘리자벳 - 올해의 창작뮤지컬 : 셜록홈즈 - 남우주연상 : 조승우 (닥터지바고) - 여우주연상 : 옥주현 (엘리자벳) - 남우조연상 : 박은태 (엘리자벳) - 여우조연상 : 김선영 (조로) - 남우신인상 : 조강현 (셜록홈즈). 지현준(모비딕) - 여우신인상 : 김현숙 (막돼먹은 영애씨) - 극본상 : 노우성 (셜록홈즈) - 작곡작사상 : 최종윤(작곡), 노우성(작사상) 이상 셜록홈즈 - 연출상 : 노우성 (셜록홈즈) - 안무상 : 정도영 (스트릿 라이프) - 음악감독상 : 김문정 (엘리자벳) - 무대상: 서숙진 (엘리자벳) - 음향상 : 송대영 (엘리자벳) - 조명상 : 잭 멜러 (엘리자벳) - 의상상 : 한정임 (엘리자벳) - 남우인기스타상 : 김준수 (엘리자벳) - 여우인기스타상 : 김선영 (조로) |

### 2013년 제7회
2013년 6월 3일 오후 6시 20분 서울 중구 장충동2가 국립극장 해오름극장에서 개최하여 JTBC를 통하여 중계방송하였다.
| - 올해의 뮤지컬 : 레미제라블 - 올해의 창작뮤지컬 : 그날들 - 남우주연상 : 정성화 (레미제라블) - 여우주연상 : 정선아 (아이다) - 남우조연상 : 문종원 (레미제라블) - 여우조연상 : 옥주현 (레베카) - 남우신인상 : 지창욱 (그날들) - 여우신인상 : 박지연 (레미제라블) - 작곡작사상 : 윌 에런슨 (번지점프를 하다) - 작곡작사상 : 박천휴 (번지점프를 하다) - 극본상 : 장유정 (그날들) - 연출상 : 로렌스 코너 (레미제라블) - 연출상 : 제임스 파우웰 (레미제라블) - 연출상 : 로버트 요한슨 (레베카) - 안무상 : 서병구 (라카지) - 음악감독상 : 정재일 (지저스 크라이스트 수퍼스타) - 무대상 : 정승호 (레베카) - 의상상 : 유미양 (살짜기 옵서예) - 조명상 : 잭 멜러 (레베카) - 음향상 : 김지현 (레베카) - 남우인기스타상 : 규현 (삼총사) - 여우인기스타상 : 제시카 (리걸리 블론드) |

### 2014년 제8회
2014년 6월 2일 오후 6시 서울 세종문화회관 대극장에서 개최하여 JTBC를 통하여 중계방송하는 것으로 계획되어 있었으나 세월호 침몰 사고의 여파로 부득이하게 시상식 행사를 취소하고 당일 수상자 발표만 하였다.
| - 올해의 뮤지컬 : 《위키드》 - 올해의 창작뮤지컬 : 《프랑켄슈타인》 - 남우주연상 : 《프랑켄슈타인》 박은태 - 여우주연상 : 《서편제》 이자람 - 남우조연상 : 《서편제》 양준모 - 여우조연상 : 《고스트》 최정원 - 남우신인상 : 《서편제》 지오 - 여우신인상 : 《프랑켄슈타인》 안시하 - 작곡작사상 : 《서편제》 윤일상 - 극본상 : 《공동경비구역JSA》 이희준 - 연출상 : 《프랑켄슈타인》 왕용범 - 안무상 : 《공동경비구역JSA》 김준태 - 음악감독상 : 《프랑켄슈타인》 이성준 - 무대상 : 《프랑켄슈타인》 서숙진 - 의상상 : 《프랑켄슈타인》 한정임 - 조명상 : 《해를 품은 달》 구윤영 - 음향상 : 《프랑켄슈타인》 권도경 |

### 2015년 제9회
2015년 6월 경제적 난항과 내부적 변동으로 인해 개최하지 않을 것으로 알려졌으나, 8월 16일 시상식 없이 수상자 명단을 발표했다.
| - 올해의 뮤지컬 : 《킹키부츠》 - 올해의 창작뮤지컬 : 《파리넬리》 - 남우주연상 : 《킹키부츠》 강홍석 - 여우주연상 : 《원스》 전미도 - 남우조연상 : 《프리실라》 고영빈 - 여우조연상 : 《블러드 브라더스》 최유하 - 남우신인상 : 《파리넬리》 루이스 초이 - 여우신인상 : 《조로》 김여진 - 작곡작사상 : 《더 데빌》 우디 박, 이지혜, 이지나 - 극본상 : 《아가사》 한지안 - 연출상 : 《러브레터》 변정주 - 안무상 : 《조로》 홍유선 - 음악감독상 : 《파리넬리》 김은경 - 무대상 : 《드라큘라》 오필영 - 의상상 : 《마리 앙투아네트》 이케자와 요시코 - 조명상 : 《뿌리 깊은 나무》 신호 - 음향상 : 《더 데빌》 김필수 |